# Fredrik Petersen
Fredrik Raahauge Petersen (ur. 27 sierpnia 1983 w Ystadzie) – szwedzki piłkarz ręczny, reprezentant kraju, grający na pozycji lewoskrzydłowego. Wicemistrz olimpijski 2012 z Londynu.
Od sezonu 2012/13 występuje w Bundeslidze, w drużynie HSV Hamburg.

## Życie prywatne
Jest związany z Fredą, mają syna Harry'ego.

## Sukcesy

### reprezentacyjne
- Igrzyska Olimpijskie:
  -  (2012)

### klubowe
- Mistrzostwa Danii:
  -  (2007)
  -  (2011, 2012)